# سوئن
سوئن (به انگلیسی: Soen) یک ابرگروه پراگرسیو متال سوئدی شامل چند موسیقی‌دان شناخته شدهٔ اکستریم متال است. اولین آلبوم آنها "Congitive" در ۱۵ فوریه ۲۰۱۲ منتشر شد.وکالیست کنونی بند سوئن جوئل اکلوف (زاده ۱ اوت ۱۹۸۰) سوئدی و اهل استکهلم است. او در طول فعالیت موسیقی خود دو آلبوم با گروه Willowtree منتشر کرده است و همچنین پنج آلبوم با گروه سوئن منتشر کرده است.

## تاریخچه
با وجود اینکه گروه در سال ۲۰۰۴ تشکیل شده بود در ماه می ۲۰۱۰ شکل‌گیری آن اعلام شد. اعضای اولیهٔ گروه شامل درامر سابق اپث، مارتین لوپز، بیسیست سابق دث، تستامنت و Steve Di Giorgio ,Sadus، خوانندهٔ Joel Ekelöf ,Willowtree و Kim Platbarzdis به عنوان گیتاریست بود. اولین آهنگ گروه، "Fraccions" در اکتیر ۲۰۱۰ در وبسایت رسمیشان منتشر شد. آنها برای آهنگ "savia" اولین موزیک ویدیوشان را در فوریه ۲۰۱۲ در صفحهٔ فیسبوک خود منتشر کردند. دومین ویدیوشان ورژن آکوستیک آهنگ "Ideate" و سومین ویدیو مربوط به آهنگ "Delenda" است.

## موسیقی
مارتین لوپز درامر گروه، موسیقی سوئن را «ملودیک، سنگین، پیچیده و بسیار متفاوت» توصیف کرده است. آلبوم "Cognitive" در فوریه ۲۰۱۲ منتشر شد و نقدهای مثبتی دریافت کرد، بیش از هر چیز تسلط تکنیکی اعضای گروه تحسین شد. هرچند بسیاری از منتقدان به شباهت‌های زیاد بین استایل گروه و گروه تول اشاره کرده‌اند، مارتین لوپز دربارهٔ شباهت با تول گفته است: "ما از تول الهام گرفته‌ایم اما من آنها را نه یک گروه بلکه یک ژانر در نظر می‌گیرم. علاوه بر این، من فکر نمی‌کنم چیزی برای بحث کردن وجود داشته باشد، ما موسیقی خوبی می‌سازیم صرف نظر از اینکه برای شما یادآور چه کسی باشد. بعضی از مردم بیشتر از دوست داشتن تمایل به دوست نداشتن دارند و به جای اینکه موسیقی را برای چیزی که هست ببینند، چه خوب و چه بد، به دنبال ایرادها می‌گردند.

## اعضا

### اعضا فعلی
مارتین لوپز - درام، پرکاشن
Stefan Stenberg - گیتار بیس
Cody Ford - گیتار
Joel Ekelöf - خوانندگی
Lars Åhlund - کیبورد (موسیقی)
Oleksii 'Zlatoyar' Kobel – گیتار بیس

### اعضا سابق
Steve Di Giorgio - گیتار بیس
Christian Andolf - گیتار بیس
Inti Oyarzún - گیتار بیس
Stefan Stenberg - گیتار بیس
Joakim Platbarzdis - گیتار
Marcus Jidell - گیتار

## آلبوم‌ها
| US Heat                                                         | AUT       | FIN | GER | SWI | NLD | BEL(WA) |     |     |
| ۲۰۱۲                                                            | Cognitive | —   | —   | ۳۲  | —   | —       | —   | —   |
| ۲۰۱۴                                                            | Tellurian | —   | —   | —   | —   | —       | —   | —   |
| ۲۰۱۷                                                            | Lykaia    | ۱۸  | ۵۲  | —   | ۷۲  | ۶۶      | —   | —   |
| ۲۰۱۹                                                            | Lotus     | ۱۳  | ۴۸  | —   | ۲۲  | ۳۷      | ۱۸۵ | ۱۶۶ |
| ۲۰۲۱                                                            | Imperial  | _   | ۱۹  | ۱۷  | ۱۶  | ۹       | ۷۱  | ۱۲۳ |
| "—" نشان دهندهٔ وارد نشدن به چارت یا منتشر نشدن در آن منطقه است. |           |     |     |     |     |         |     |     |